# Экзерсис № 5
«Экзерсис № 5» — одна из четырёх новелл проекта «Прибытие поезда», задуманного к 100-летию кино.

## Сюжет
Снимается кино. Группа ждёт погоды. Кто-то пьёт кофе, кто-то пытается репетировать, кто-то решает личные проблемы. И за всем этим бесстрастно наблюдает камера, которую забыли выключить.

## В ролях
- Ирина Метлицкая
- Алексей Серебряков
- Андрей Краско — ассистент оператора
- Нина Усатова
- Александр Половцев
- Виктор Тихомиров
- Юрий Кузнецов
- Александр Баширов
- Юлия Мен
- Леонид Громов
- Иван Шведов
- Денис Синявский
- Владимир Богданов
- Олег Мельник
- Катерина Голубева
- Любовь Мочалина
- Оленников
- Юлия Яковлева

## Съёмочная группа
- Режиссёр — Дмитрий Месхиев
- Авторы сценария — Аркадий Тигай, Дмитрий Месхиев
- Оператор — Сергей Мачильский
- Художник-постановщик — Виктор Тихомиров
- Звукорежиссёр — Константин Зарин
- Монтаж — Тамара Липартия
- Продюсеры — Василий Карловский, Дмитрий Месхиев

## Награды
- Лучший фильм «Прибытие поезда» (поровну с фильмами «Особенности национальной охоты» и «Мусульманин»).
- Приз ФИПРЕССИ (фильму «Прибытие поезда») на ОРКФ «Кинотавр-96» (г. Сочи).
- Вошёл в пятёрку претендентов на определение победителя Номинации «Гамбургский счёт» на III Кинофоруме Сочи-97.
- Номинация на приз «Зелёное яблоко — золотой листок» за 1995—1996 гг. в категории «Лучшая режиссёрская работа».